# إدريس البدليسي
إدريس البدليسي و المعروف بـ«مولانا حسام الدين إدريس البدليسي» من مواليد 1452 أو 1457 بإقليم دياربكر . كان مؤرخا وشاعرا وخطاطا ومترجما كردي عثماني و كان القائد الأعلى للعساكر الكردية التابعة للدولة العثمانية. كان والده حسام الدين علي البدليسي من أعلام الصوفية.
توفي سنة 1520م بإسطنبول